# Апраксина, Марфа Матвеевна
Ма́рфа Матве́евна Апра́ксина (1664, Москва — 31 декабря 1715 [11 января 1716], Санкт-Петербург) — русская царица, вторая жена царя Фёдора Алексеевича.

## Биография
Дочь стольника Матвея Васильевича Апраксина и Домны Богдановны Апраксиной, в девичестве Ловчиковой. У Марфы было трое братьев — Пётр, Фёдор и Андрей, ставших впоследствии крупными государственными деятелями.
Просватана за овдовевшего в 1681 году царя его приятелем Иваном Языковым, который состоял с Апраксиными в свойстве́. Этим браком Языков рассчитывал упрочить свои позиции при дворе. Кандидатуру царской невесты одобрил близкий семье Апраксиных митрополит Иларион. Статус царской невесты она получила в декабре 1681 года. Венчание 17-летней девицы и 20-летнего царя состоялось 15 (25) февраля 1682 года, в Распятской церкви Московского Кремля.
Марфа Матвеевна была царицей только 71 день — с 15 (25) февраля по 27 апреля (7 мая) 1682 года. Царь скончался от цинги 27 апреля (7 мая), и Марфа, оставшись бездетной, более 33 лет носила траур, пребывая вдовствующей царицей и, по некоторым предположениям, девственницей. Встречаются утверждения, будто Пётр I почитал бездетность этого краткого брака причиной перехода к нему царского венца.
Овдовев, царица проживала в Москве, а затем в Петербурге в собственном дворце, на углу Адмиралтейской площади и Невской перспективы, невдалеке от особняка своего брата, генерал-адмирала Ф. М. Апраксина, на месте дома которого сейчас находится Зимний дворец. Умелым поведением создала себе прочное положение при дворе. Сохранив доверие и уважение младшего брата своего мужа, Петра I, она до конца жизни оставалась на попечении казны, не вступая в интриги государственной и политической жизни. В царской семье, обширной к тому времени (в неё входили вдова Ивана Алексеевича, царица Прасковья с тремя дочерьми), царица Марфа пользовалась уважением.
В декабре 1715 года царица Марфа навещала заболевшего царя, но внезапно занемогла сама, и 25, 28 и 30 декабря уже излечившийся царь сам навещал Марфу Матвеевну, 31 декабря она скончалась. По словам Ф. X. Вебера, причиной смерти царицы оказалось отравление её маринованными грибами. Император самолично присутствовал на вскрытии, по утверждению князя П. В. Долгорукова, царь «захотел узнать правду об этом кратком браке». Пётр I «со свойственным ему цинизмом… не остановился перед освидетельствованием трупа: только убедившись собственными глазами в девственности своей почившей невестки, он передал генерал-адмиралу огромные богатства, завещанные ею брату в пожизненное владение».
Похороны царицы прошли 7 января 1716 года в Петропавловском соборе Санкт-Петербурга (в списке захоронений значится под номером 4).

Царица Марфа была чрезвычайно набожной женщиной, оставаясь приверженцем старых обрядов. В то же время именно её отпевание и погребение стали первыми, где были запрещены причитания над гробом, присущие старинным традициям.

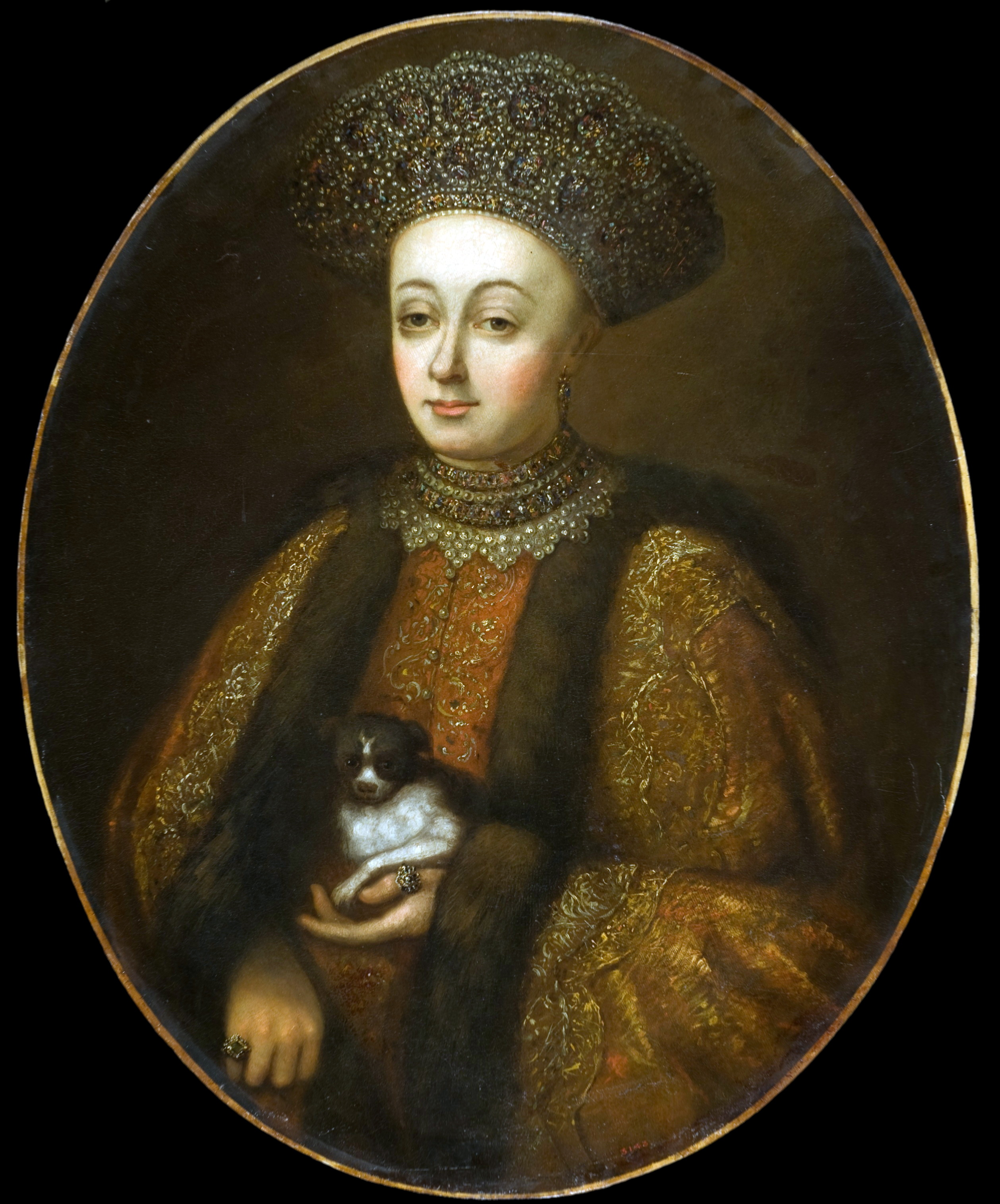
Портрет царицы сер. XVIII в., список с портрета кон. XVII — нач. XVIII в.
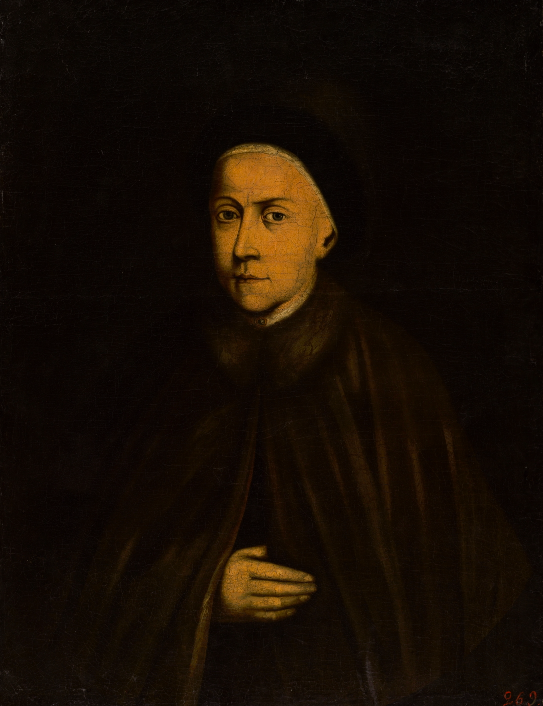
Портрет царицы Марфы Матвеевны, годы создания — кон. XVII в. — 1715 гг.

## Художественные отражения
- О тяжёлой судьбе молодой вдовы в народе была сложена песня «Кто не слышал слёзы царицы Марфы Матвеевны»[14].
- В телесериале «Раскол» (2011) роль царицы Марфы исполнила Елена Новикова.
- Царица Марфа — второстепенный персонаж в романе А. Н. Толстого «Пётр Первый» (1934) и Н. М. Молевой, «Государыня — правительница Софья» (2000).